# Idwal ap Cadwaladr
Idwal ap Cadwaladr of Idwal Iwrch of Idwal Roebuck was vorst van het Koninkrijk Gwynedd van ca.682 tot ca.720.
Hij was de zoon van (ap) Cadwaladr ap Cadwallon en de vader van Rhodri Molwynog ap Idwal. Zijn bijnaam Iwrch of Roebuck betekent ree. De geschiedenis van Gwynedd van die periode is erg duister en er is een gebrek aan betrouwbare informatie. Behalve zijn naam in de Welse genealogie is niets over hem gekend.